# Raymond (Alberta)
Raymond es un pueblo canadiense situado en la provincia de Alberta.

## Superficie
Raymond tiene una superficie de 7,63 km².

## Demografía
En 2021, tenía 4199 habitantes, una densidad poblacional de 550,2 hab./km², y 1383 viviendas.